# NGC 242
NGC 242 je otvoreni skup u zviježđu Tukanu.

## Vanjske poveznice
- SEDS: NGC 0242